# 威廉·舒曼
威廉·霍华德·舒曼（英語：William Howard Schuman；1910年8月4日—1992年2月15日），美国作曲家，音乐活动家。早年学习商业，1930年听了托斯卡尼尼的音乐会后立志成为作曲家。后从哈里斯学习，1945年任茱莉亚学院院长，1961年任林肯中心主任。威廉·舒曼的作品受新古典主义的影响，始终保持调性，善于运用强烈的节奏和复杂的对位。